# Station Chorzów Batory
Station Chorzów Batory is een spoorwegstation in de Poolse plaats Chorzów.